# Drama Centre London
Drama Centre London (a menudo abreviado como Drama Centre) es una escuela de teatro británica en King's Cross, Londres, donde se mudó en 2011 después de una importante remodelación de la Universidad de las Artes de Londres.
La escuela es parte de Central Saint Martins, un colegio constituyente de la universidad. En marzo de 2020, la UAL anunció que el Centro de Drama cerraría cuando los estudiantes actuales hubieran completado sus cursos.
Es miembro de la Federación de Escuelas de Teatro.
La escuela ofrece cursos de actuación de BA (Hons) y MA.

## Alumnos
Los siguientes son antiguos alumnos del Drama Centre London:
| - Paul Bettany - Russell Brand - Milanka Brooks - Pierce Brosnan - Santiago Cabrera - Gemma Chan - Gwendoline Christie - Emilia Clarke - Paola Dionisotti - Alexander Dreymon - Vicky Entwistle - Luke Evans - Michael Fassbender - Francesca Faridany - Colin Firth - Alison Fiske - Tom Hardy | - Edward Holcroft - Bradley James - Jon Lord - Damien Molony - Helen McCrory - Regé-Jean Page - Andrew Pleavin - Jamie Quinn - Patricia Quinn - Killian Scott - John Simm - Chris Urch (playwright) - Lambert Wilson - Penelope Wilton - Don Warrington - Peter Gadiot - Anthony Skordi |